# Dschabal ʿĀmil

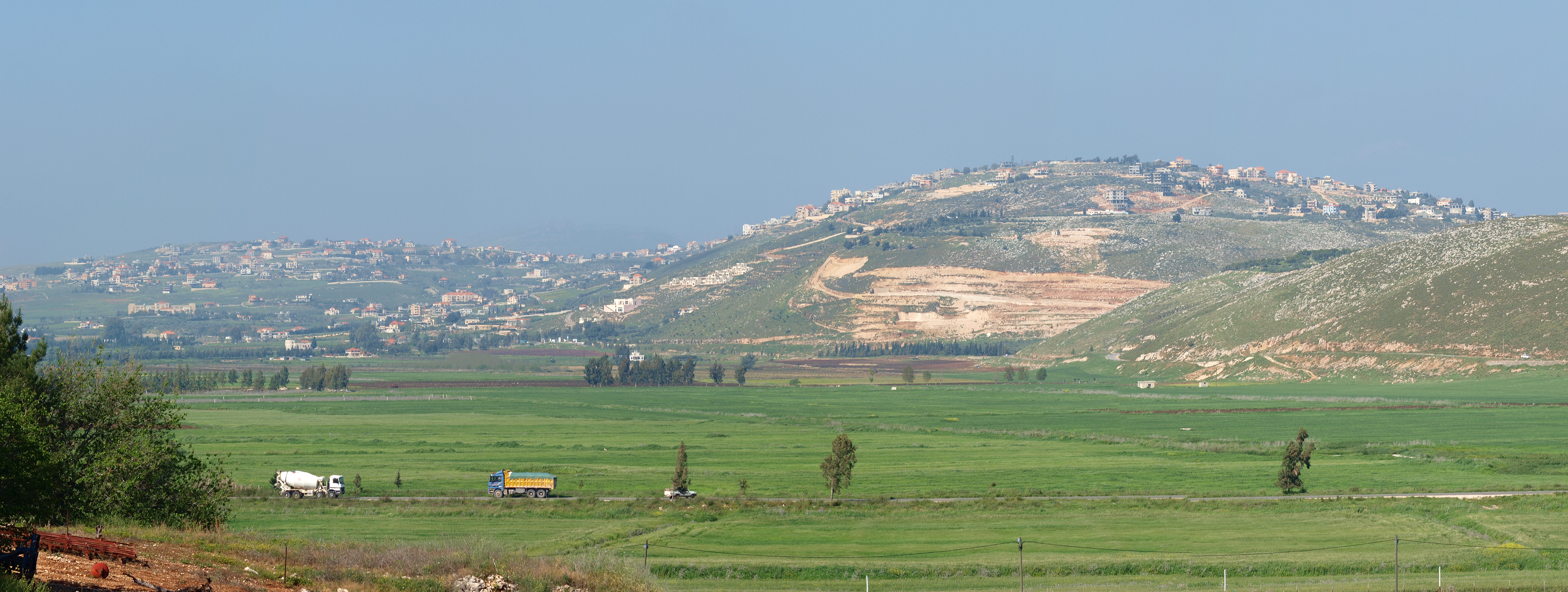
Das Dorf Khiam, nahe der Stadt Nabatäa in der Region Dschabal ʿAmil

Dschabal ʿĀmil (arabisch جبل عامل, DMG Ǧabal ʿĀmil; auch Jabal Amel) ist die historische Bezeichnung des südlichen Libanons bis zur Grenzziehung zwischen den Gebieten von Völkerbundmandat für Syrien und Libanon (mit französischer Mandatsmacht) einerseits und Völkerbundsmandat für Palästina (mit britischer Mandatsmacht) andererseits, wie im Vertrag von Sèvres 1920 bestimmt und in Folge der Konferenz von Lausanne (1922/1923) angepasst. Zur Region Dschabal ʿAmil gehören auch Teile des nördlichen Palästinas sowie des westlichen Syriens.

## Name
Dschabal ʿAmil bedeutet ‚Berg des ʿAmil‘ und ist nach dem Stamm der ʿAmila (auch Banu Amela, arabisch بنو عاملة / Banū ʿĀmila) benannt.

## Bevölkerung und Historisches
Die in der Bergregion lebende schiitische Bevölkerungsgruppe bezeichnet sich gemäß ihrer mündlichen Überlieferung als eine derjenigen, die am frühesten der Zwölfer-Schia beigetreten sind. Dschabal ʿAmil gilt – insbesondere historisch – als ein führendes Zentrum des schiitischen Gelehrtentums, der Beitrag der Region zur Ausbreitung des Schiismus im Safawiden-Reich als außerordentlich.
Dschabal ʿAmil ist auch gleichbedeutend mit dem nördlichen Teil des historischen Galiläa. Frankreich und Großbritannien änderten und präzisierten 1923 den Grenzverlauf zwischen ihren Mandatsgebieten, wie im Paulet-Newcombe-Abkommen festgelegt. Die Grenze wurde in ihrem exakten Verlauf von Vermessungen beider Staaten, zu denen nördliches bzw. südliches Galiläa heute gehören, dem modernen Libanon (1943 konstituiert) und dem modernen Israel (1948 konstituiert), nur abschnittsweise übereinstimmend kartiert und der Libanon weigert sich, dies für unklare Grenzabschnitte nachzuholen. Daher haben die Vereinten Nationen (UN) im Jahre 2000 die Blaue Linie als einstweilige Demarkationslinie fixiert, die zu überschreiten die UN als Grenzverletzung ansehen. 

## Orte
Größere Orte des Jabal Amel sind Tyros, Sarafand, Nabatäa, Tebnine und  Bint Dschubeil.